# Пакистан на літніх Олімпійських іграх 2016
Пакистан на літніх Олімпійських іграх 2016 представляли 7 спортсменів у 4 видах спорту. Жодної медалі олімпійці Пакистану не завоювали.

## Спортсмени
| Дисципліна     | Чоловіки | Жінки | Разом |
| -------------- | -------- | ----- | ----- |
| Легка атлетика | 1        | 1     | 2     |
| Дзюдо          | 1        | 0     | 1     |
| Стрільба       | 1        | 1     | 2     |
| Плавання       | 1        | 1     | 2     |
| Разом          | 4        | 3     | 7     |

## Легка атлетика
Пакистан отримав універсальні місця від IAAF на участь у Олімпіаді двох легкоатлетів (по одному кожної статі).
Легенда
- Примітка – для трекових дисциплін місце вказане лише для забігу, в якому взяв участь спортсмен
- Q = пройшов у наступне коло напряму
- q = пройшов у наступне коло за добором (для трекових дисциплін - найшвидші часи серед тих, хто не пройшов напряму; для технічних дисциплін - увійшов до визначеної кількості фіналістів за місцем якщо напряму пройшло менше спортсменів, ніж визначена кількість)
- NR = Національний рекорд
- N/A = Коло відсутнє у цій дисципліні
- Bye = спортсменові не потрібно змагатися у цьому колі

| Спортсмен     | Дисципліна                   | Попередній забіг | Попередній забіг | Півфінал         | Півфінал         | Фінал            | Фінал            |
| Спортсмен     | Дисципліна                   | Час              | Місце            | Час              | Місце            | Час              | Місце            |
| ------------- | ---------------------------- | ---------------- | ---------------- | ---------------- | ---------------- | ---------------- | ---------------- |
| Мехбуб Алі    | біг на 400 метрів (чоловіки) | 48.37            | 6                | Завершив виступ  | Завершив виступ  | Завершив виступ  | Завершив виступ  |
| Наджма Парвін | біг на 200 метрів (жінки)    | 26.11            | 8                | Завершила виступ | Завершила виступ | Завершила виступ | Завершила виступ |

## Дзюдо
Пакистан делегував на Олімпійські ігри одного дзюдоїста в категорії до 100 кг. Це стало олімпійським дебютом країни в цьому виді спорту. Шах Хусейн Шах кваліфікувався за континентальною квотою від Азійського регіону як представник Пакистану з найвищим рейтингом поза межами прямого потрапляння через світовий рейтинг-лист IJF станом на 30 травня 2016 року.
| Спортсмен      | Категорія            | Раунд 1/64         | Раунд 1/32                     | Раунд 1/16         | Чвертьфінали       | Півфінали          | Втішний поєдинок   | Фінал / БМ         | Фінал / БМ      |
| Спортсмен      | Категорія            | Суперник Результат | Суперник Результат             | Суперник Результат | Суперник Результат | Суперник Результат | Суперник Результат | Суперник Результат | Місце           |
| -------------- | -------------------- | ------------------ | ------------------------------ | ------------------ | ------------------ | ------------------ | ------------------ | ------------------ | --------------- |
| Шах Хусейн Шах | до 100 кг (чоловіки) | Bye                | Артем Блошенко (UKR) L 000–100 | Завершив виступ    | Завершив виступ    | Завершив виступ    | Завершив виступ    | Завершив виступ    | Завершив виступ |

## Стрільба
Пакистан отримав запрошення від Тристоронньої комісії на участь у Олімпійських іграх одного спортсмена у стрільбі з швидкісного пістолета 25 м і однієї спортсменки з пневматичної гвинтівки 10.
| Спортсмен           | Дисципліна                                | Кваліфікація | Кваліфікація | Фінал            | Фінал            |
| Спортсмен           | Дисципліна                                | Очки         | Місце        | Очки             | Місце            |
| ------------------- | ----------------------------------------- | ------------ | ------------ | ---------------- | ---------------- |
| Гулам Мустафа Башир | швидкісний пістолет, 25 метрів (чоловіки) | 571          | 18           | Завершив виступ  | Завершив виступ  |
| Мінхаль Сохайль     | пневматична гвинтівка, 10 метрів (жінки)  | 413.2        | 28           | Завершила виступ | Завершила виступ |

Пояснення до кваліфікації: Q = Пройшов у наступне коло; q = Кваліфікувався щоб змагатись у поєдинку за бронзову медаль

## Плавання
Пакистан отримав універсальні місця від FINA на участь в Олімпійських іграх двох плавців (по одному кожної статі).
| Спортсмен   | Дисципліна                           | Попередній заплив | Попередній заплив | Півфінал         | Півфінал         | Фінал            | Фінал            |
| Спортсмен   | Дисципліна                           | Час               | Місце             | Час              | Місце            | Час              | Місце            |
| ----------- | ------------------------------------ | ----------------- | ----------------- | ---------------- | ---------------- | ---------------- | ---------------- |
| Харіс Банді | 400 метрів вільним стилем (чоловіки) | 4:33.13           | 50                | Н/Д              | Н/Д              | Завершив виступ  | Завершив виступ  |
| Ліанна Сван | 50 метрів вільним стилем (жінки)     | 29.02             | 64                | Завершила виступ | Завершила виступ | Завершила виступ | Завершила виступ |